# ユウレイグモ科
ユウレイグモ類は、節足動物門鋏角亜門クモ綱クモ目ユウレイグモ科に属するクモの一群である。「幽霊」を連想させる特徴をもち、身体は細く全体に白色を帯び、暗所に生息する。

## 特徴
家屋内で最もよく見られるクモ類の一つである。野外では洞窟のほか、草地、崖地などに生息する。樹木の根元や洞の内部も住処としている。
脚は細長く、全体に弱々しい印象を与える。体色は淡く白色を帯びるものが多い。オスはメスとほぼ同じ姿をしているが、より華奢である。
3爪類に属する。ふ節には偽環節をもつ。
腹部はほぼ楕円形で、短毛を密生するが目立つ凹凸はなく、のっぺりとしている。

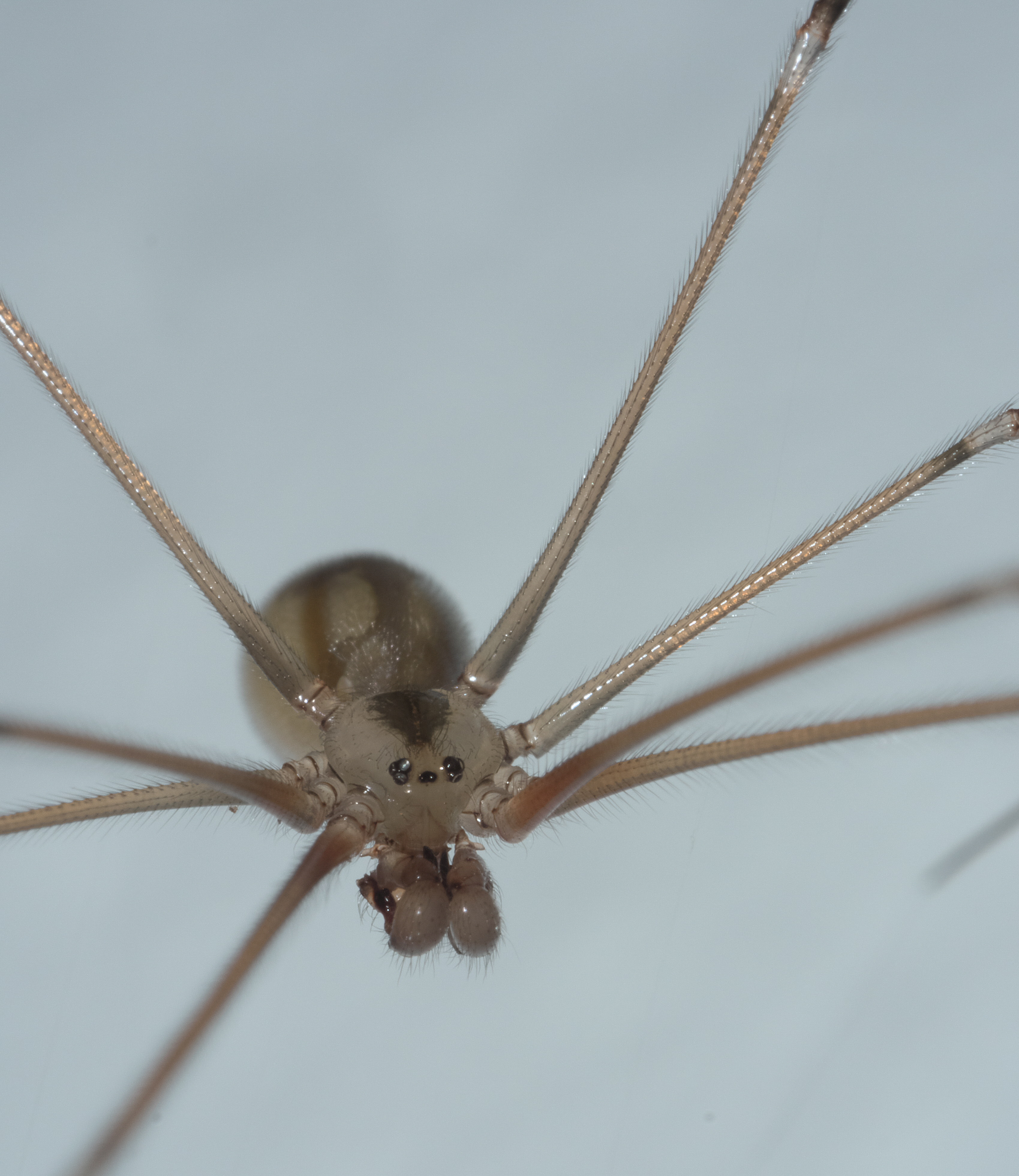
ユウレイグモ類の眼域

頭胸部は長さと幅が同程度で、前方はやや狭まる。眼の数は8あるいは6で、頭部の左右に三個ずつ六眼が集まり、それらはやや盛り上がった部分にあり、その間に二つの眼が離れて位置する。中央の二眼を失って、六眼となっているものもある。

## 習性
薄暗い物陰に生活するものが多い。
たいていは、下を向いた面から下方へ不規則網を作る。クモはその網の中央に下向きにぶら下がっている。他の生き物が網に近づいた時など、網を揺さぶる行動をとる。イエユウレイグモやシモングモの不規則網は、枠糸が基盤と接する部分に粘液がついている。この構造はヒメグモ類に類似しており、通りかかった虫が粘液に引っ掛かると、糸が切れて吊り上げられる仕組みになっている。
メスは、卵を糸で包み、球形の卵嚢を作る。糸の膜はごく薄く、外から卵の形をはっきり見ることができる。1つの卵嚢に含まれる卵は十数個～四十個程度である。メスは、この卵嚢を口にくわえて保護する。孵化した子供は、しばらくは親の巣に止まる。

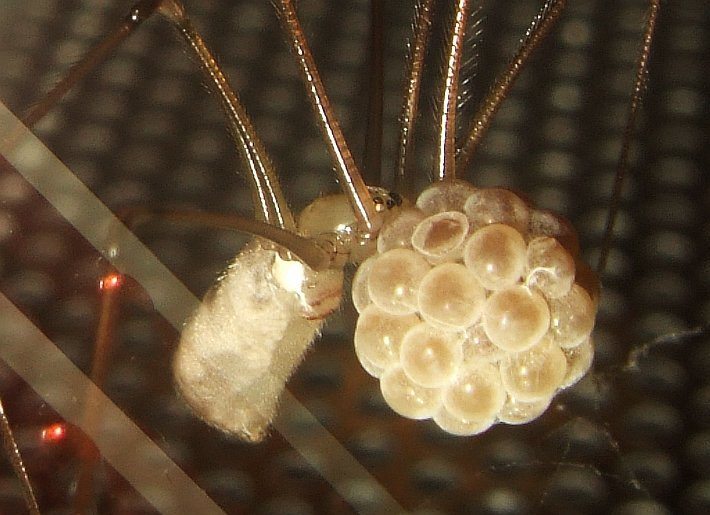
卵のかたまりをくわえているメス。
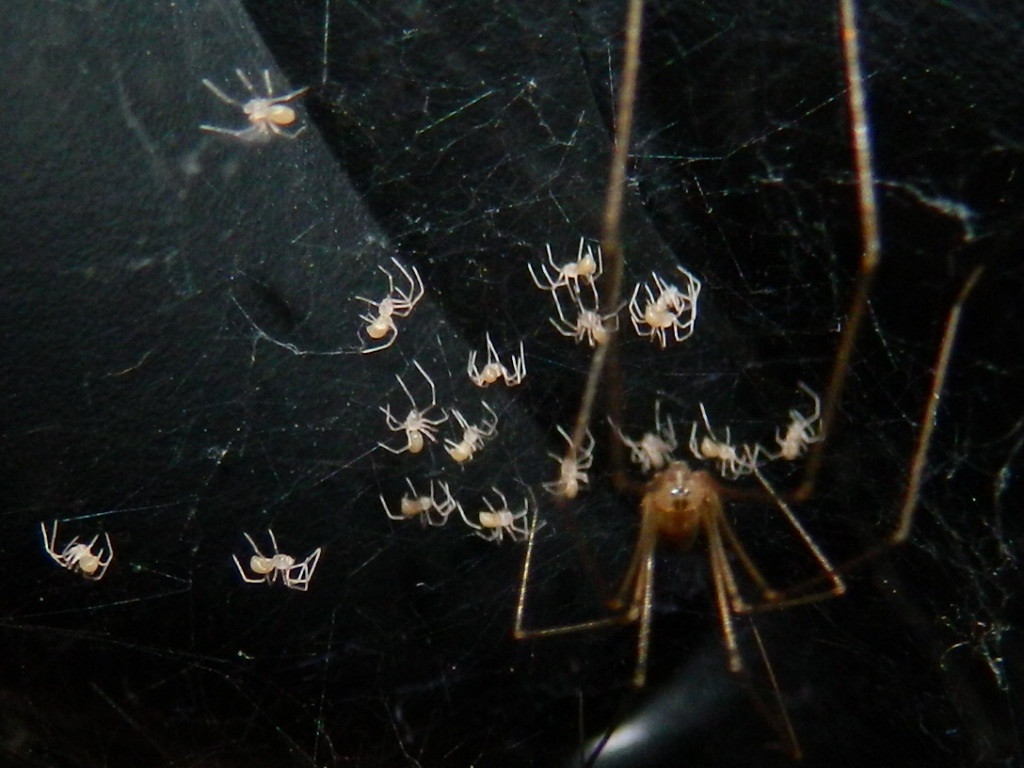
生まれて間もない子供たち。

## 分類
ユウレイグモ科には約80属が含まれ、既知種は約1000種にのぼる（ユウレイグモ科の属種参照）。日本からは9属20種が知られる(谷川 2019)。
よく知られているものとしては、人家に生息するイエユウレイグモPholcus phalangioidesが挙げられる。この類としてはやや大柄で、全体に白っぽい、はっきりした模様のないクモである。この種の他にも、人家に棲息し世界的に広く分布するものがいくつか知られる。
ユウレイグモPholcus crypticolens（別名：ノジユウレイグモ）は、日本の野外において最も普通である。山林の岩陰などに巣を作る。小型でやや細身、薄い褐色で腹部はやや長く、背面に、褐色の後方で矢筈状になる模様がある。
南西諸島には、ユウレイグモやイエユウレイグモと属が異なるユウレイグモモドキSmeringopus pallidusが生息する。
六眼のものとしては、シモングモ属のシモングモSpermophora senoculataが著名で、全世界に見られる。典型的なユウレイグモ類と比較して足は短く、腹部は丸い。机の引き出しや本棚など、人の身近に生息している。体長は2～3mm程度と非常に小型で、なおかつ物陰に隠れていることが多いため、目にすることは少ない。
アケボノユウレイグモBelisana akebonaは洞窟や森林の地表の暗所に生息する。
なお、脚が長いという特徴から、ザトウムシと混同する場面が散見される。屋内の暗所ではイトグモが、野外の暗所ではマシラグモ類がユウレイグモによく似ているが、眼の配列により区別できる。
日本産の既知種は以下の通りである(谷川 2019)。それ以外のものについては、ユウレイグモ科の属種を参照されたい。
ユウレイグモ科　Pholcidae
- タマユウレイグモ属 Artema
  - タマユウレイグモ A. atlanta Walckenaer, 1837
- Belisana属 Belisana
  - アケボノユウレイグモ B. akebona (Komatsu, 1961)
  - ヒメユウレイグモ B. junkoae (Irie, 1997)
  - ヤンバルユウレイグモ B. yanbaruensis (Irie, 2002)
- オダカユウレイグモ属　Crossopriza
  - オダカユウレイグモ　C. lyoni (Blackwall, 1867)
- マシラユウレイグモ属　Leptopholcus
  - ヤエヤマユウレイグモ L. tanikawai Irie, 1999
- ヒメユウレイグモ属 Micropholcus
  - アジアユウレイグモ M. fauroti (Simon, 1887)
- ユウレイグモ属　Pholcus
  - ユウレイグモ　P. crypticolens Boes. et Str., 1906
  - ツシマユウレイグモ P. extumidus Paik, 1978
  - オキナワユウレイグモ P. fragillimus Strand, 1907
  - ヒゴユウレイグモ　P. higoensis Irie & Ono, 2008
  - イエユウレイグモ　P. phalangioides (Fueslin, 1775)
  - タイリクユウレイグモ　P. manueli Gertsch, 1937
  - ミナミユウレイグモ　P. nagasakiensis Strand, 1918
  - パイヌユウレイグモ P. otomi Huber, 2011
  - ヨシクラユウレイグモ P. yoshikurai Irie, 1997
- ユウレイグモモドキ属　Smeringopus
  - ユウレイグモモドキ　S. pallidus (Blackwall, 1858)
- ネッタイユウレイグモ属　Physocyclus
  - ネッタイユウレイグモ　P. globosus (Taczanowski, 1874)
- シモングモ属　Spermophora
  - シモングモ　S. senoculata (Dugès, 1836)

## 人間との関係
2015年にイタリアのトレント大学が、ユウレイグモ科のクモ15匹にグラフェンやカーボンナノチューブを混ぜた水を噴きかけたところ、それらのクモが吐き出す糸の強度が増したという結果を報告した。